# Liste der Naturdenkmale in Bad Schwalbach
Die Liste der Naturdenkmale in Bad Schwalbach nennt die auf dem Gebiet der Stadt Bad Schwalbach im Rheingau-Taunus-Kreis gelegenen Naturdenkmale.

## Naturdenkmale
| Bild | Bezeichnung                 | Ortsteil, Lage                               | Beschreibung | Art        | Nr.  |
| ---- | --------------------------- | -------------------------------------------- | ------------ | ---------- | ---- |
| BW   | Felsgruppe „Steinerne Bank“ | Bad Schwalbach 50° 8′ 23,6″ N, 8° 4′ 56,6″ O |              | Felsgruppe | 14/1 |
| BW   | Felsgruppe „Waldriesen“     | Bad Schwalbach 50° 7′ 55,2″ N, 8° 3′ 45,7″ O |              | Felsgruppe | 14/2 |
| BW   | Landgrafeneiche             | Bad Schwalbach 50° 8′ 20,8″ N, 8° 4′ 30,5″ O |              | Eiche      | 14/4 |
| BW   | Donareiche                  | Bad Schwalbach 50° 8′ 22,9″ N, 8° 4′ 46,1″ O |              | Eiche      | 14/5 |